# Gesellschaft für Freiheitsrechte
Die Gesellschaft für Freiheitsrechte e. V. (GFF) ist ein 2015 gegründeter gemeinnütziger Verein mit Sitz in Berlin, die mit strategischer Klageführung den Erhalt und den Ausbau der Grund- und Menschenrechte erreichen will. Die GFF entstand als Zusammenschluss von Juristen und Netzpolitikern und kooperiert bei ihren Klagen mit anderen Nichtregierungsorganisationen.

## Aufgaben
Die GFF möchte mit strategisch geplanten und vorbereiteten Klagen und Verfassungsbeschwerden zum Grundrechteschutz beitragen. Dabei berät und begleitet die GFF Personen oder Organisationen, die als Kläger auftreten, und finanziert und vermittelt entsprechend spezialisierte Juristen als deren Rechtsbeistand.
Ein weiteres Tätigkeitsfeld der GFF sind Klagen nach dem Informationsfreiheitsgesetz, sogenannte Transparenzklagen, die dabei helfen sollen, die Arbeit des Staates offener und nachvollziehbarer zu machen. Hierbei kooperiert die GFF mit der Open Knowledge Foundation Deutschland im Rahmen von deren Informationsfreiheits-Projekt FragDenStaat.

## Aktivitäten
Einer breiteren Öffentlichkeit wurde die Gesellschaft für Freiheitsrechte bekannt durch das Urteil des Bundesverfassungsgerichts zur Ausland-Ausland-Fernmeldeaufklärung des Bundesnachrichtendienstes vom 19. Mai 2020, das auf eine von der GFF initiierte und koordinierte Verfassungsbeschwerde zurückgeht.
Vor dem Verfassungsgerichtshof Rheinland-Pfalz scheiterte die GFF 2017 mit einer Klage gegen das Landestransparenzgesetz RLP. Um das Portal fragdenstaat.de zu unterstützen, forderten sie ein Recht auf Anonymität für den Informationszugang, welches mit dem Verweis auf nicht beeinträchtigte Grundrechte abgelehnt wurde.
Des Weiteren unterstützte die GFF eine Klage einer ZDF-Reporterin gegen Entgeltdiskriminierung sowie das Rechtsmittelverfahren einer Ärztin, die erstinstanzlich wegen Werbung für den Abbruch der Schwangerschaft (§ 219a StGB) verurteilt worden war.
Im September 2018 beteiligte sich die GFF mit einer Stellungnahme an das Bundesverwaltungsgericht am Klageverfahren gegen das im August 2017 auf vereinsrechtlicher Grundlage erfolgte Verbot der Internetplattform Linksunten.Indymedia durch das Bundesinnenministerium. Laut GFF handelte sich bei Linksunten.Indymedia nicht um einen Verein, sondern ein Telemedium, dessen inhaltliche Kontrolle im Rundfunkstaatsvertrag geregelt sei.
Am 10. Januar 2019 hat die GFF einen Eilantrag an das Bundesverfassungsgericht gestellt, gegen die aus Sicht der GFF überflüssige und gefährliche Übermittlung von Meldedaten. In Zusammenarbeit mit dem Arbeitskreis Zensus wird das im Oktober 2018 vom Bundestag beschlossene Gesetz angefochten, das die testweise Übermittlung sensibler Daten aller deutschen Bürger aus den statistischen Landesämtern ab dem 13. Januar 2019 zur zentralen Speicherung vorsieht. Beinhaltet sind: Name, Geschlechtsidentität, Familienstand und Religionszugehörigkeit. Eine Verschlüsselung und Anonymisierung ist dabei nicht vorgesehen. Am 7. Februar 2019 wurde eine Verfassungsbeschwerde angekündigt, da diese Übermittlung auch nach dem Eilantrag nicht vom Bundesverfassungsgericht gestoppt wurde.
Am 13. Dezember 2022 stellte die GFF „Eckpunkte für ein Digitales Gewaltschutzgesetz“ vor. Darin fordert sie „die Möglichkeit gerichtlicher Accountsperren, um endlich ein effektives Mittel gegen Hass im Netz zu schaffen“. Während „existierende Werkzeuge wie Netzwerkdurchsetzungsgesetz und strafrechtliche Verfolgung keinen wirksamen Schutz vor digitaler Gewalt“ bieten würden, bedrohten „diese mehr denn je die Diskussion im Internet“; Accountsperren seien dagegen „wirksam, denn sie setzen keine Klarnamen voraus, erfordern keine unnötigen Überwachungsmaßnahmen“, seien „rechtsstaatlich sauber und zügig umsetzbar“.
Die Gesellschaft für Freiheitsrechte reichte am 4. Januar 2023 zusammen mit dem Bündnis Versammlungsgesetz NRW stoppen Klage vor dem Verfassungsgerichtshof NRW gegen das 2022 in Kraft getretene Versammlungsgesetz NRW ein.
Vor dem Hintergrund des am 2. Juli 2023 in Kraft getretenen Hinweisgeberschutzgesetz (HinSchG) kündigte die GFF an, Polizisten dabei zu unterstützen, Missstände in den eigenen Reihen zu melden. Dafür stellte sie im Oktober das Infoportal Mach Meldung mit Informationen über Meldewege, rechtliche Rahmenbedingungen der Hinweisgabe sowie über die Besonderheiten im öffentlichen Dienst bereit. Weil sich Behörden immer wieder gegen Hinweisgeber wenden würden, forderte die GFF eine bessere Fehlerkultur bei der Polizei und einen besseren rechtlichen Schutz für Polizeibedienstete, die Fehlverhalten in den eigenen Reihen benennen und abstellen wollen.
Da im 20. Deutschen Bundestag keine Initiative für ein AfD-Verbotsverfahren zustande kam, die GFF jedoch Klarheit haben wollte, ob die AfD verfassungsfeindlich ist, hat die GFF ein Projekt gestart selbst für ein Gutachten zu sorgen. Dazu wurde ein CrowdFunding über 850'000 € gestartet. Am 19. Februar 2025 wurde mitgeteilt, dass das CrowdFunding erfolgreich war und das Projekt damit finanziert sei. Das Team für dieses Projekt wird im Mai 2025 mit der Erstellung eines Gutachtens beginnen.

## Mitglieder und führende Personen
Die Gesellschaft für Freiheitsrechte wurde von ihrem Vorsitzenden Ulf Buermeyer, damaliger Richter am Landgericht Berlin, und dem Grünen-Politiker und Bürgerrechtler Malte Spitz initiiert, der den Posten des Generalsekretärs bekleidet. Ulf Burmeyer verließ im Frühjahr 2025 den Vorstand Gesellschaft für Freiheitsrechte. Weitere Vorstandsmitglieder der GFF sind Nora Markard, Professorin für Internationales Öffentliches Recht und Internationalen Menschenrechtsschutz an der Universität Münster, Boris Burghardt, Professor für Strafrecht, Strafprozessrecht, Rechtsphilosophie und Juristische Zeitgeschichte an der Philipps-Universität Marburg, sowie John Philipp Thurn, Richter am Sozialgericht Berlin.
Weitere namentlich bekannte Mitglieder des Vereins sind überwiegend Juristen aus den Feldern Völkerstrafrecht, Datenschutz und Informationsfreiheit, Strafrecht und Strafprozessrecht sowie Journalisten und Aktivisten aus den Bereichen Privatsphäre, Überwachung, Geheimdienste und Informationsfreiheit.

## Zusammenarbeit
Die Gesellschaft für Freiheitsrechte arbeitet auf europäischer Ebene mit diversen weiteren Nichtregierungsorganisationen zusammen:
| - Amnesty International (AI) (Berlin/London) - AlgorithmWatch - Bits of Freedom (Amsterdam) - Büro zur Umsetzung von Gleichheit e. V. (BUG, Berlin) - Chaos Computer Club (CCC) - Digitale Gesellschaft (Digiges, Berlin) - European Centre for Constitutional and Human Rights (ECCHR, Berlin) | - European Digital Rights (EDRi) (Brüssel) - Humboldt Law Clinic Grund- und Menschenrechte (HLCMR, Berlin) - La Quadrature du Net (Paris) - Netzpolitik.org (Berlin) - Open Knowledge Foundation Deutschland - Privacy International (London) - Reporter ohne Grenzen (Berlin / Paris) - Wikimedia Deutschland |

Außereuropäisch übt die GFF Schulterschluss mit den großen US-amerikanischen Bürgerrechtsorganisationen American Civil Liberties Union (ACLU) und Electronic Frontier Foundation (EFF).

## Finanzierung
Die Einnahmen der GFF betrugen im Jahr 2023 rund 2,5 Mio. Euro und lagen damit deutlich über den Einnahmen der Anfangsjahre, wie z. B. 2018 mit 350.000 Euro und 2017 mit knapp 200.000 Euro. Dieses wiederum stellte ein Wachstum von über 250 % gegenüber dem Gründungsjahr 2016 mit 80.000 Euro dar.
Der Verein finanziert sich überwiegend aus regelmäßigen Mitgliedsbeiträgen seiner rund 4.500 Fördermitglieder (2023) sowie größeren Zuwendungen deutscher und internationaler Stiftungen. Unter letzteren finden sich unter anderem der Chaos Computer Club, Netzpolitik.org und die Bewegungsstiftung. Größere Einzelspenden erfolgten von international agierenden Stiftungen mit den Arbeitsschwerpunkten Zivilgesellschaft und Rechtsstaatlichkeit, darunter Luminate mit Zuwendungen von insgesamt 550.000 US-Dollar in den Jahren 2018 bis 2022 und die Open Society Foundations mit seit 2018 jährlichen Zuwendungen von 40.000 US-Dollar. Hinzu kamen Gelder der Shuttleworth Foundation für die Arbeit im Bereich Zugang zu Wissen, Wissenschaftsfreiheit und Grundrechtsfragen im Zusammenhang mit dem Urheberrecht in Höhe von 385.000 US-Dollar in den Jahren 2020 und 2021.
Während Großspenden in der Anfangsphase der Organisation überwogen, wuchs der Budgetanteil der kleinteiligen Förderbeiträge privater Unterstützer kontinuierlich und übertraf im Jahr 2019 erstmals die institutionellen Zuwendungen.

## Audio
- Podcastreihe Grundgesetzlich der Gesellschaft für Freiheitsrechte
- Flüchtlingsdiskussion „Das Grundrecht auf Asyl wird schlechtgeredet“, Deutschlandfunk 22. Juli 2018, Nora Markard im Gespräch mit Sandra Schulz
- CR246 Die Gesellschaft für Freiheitsrechte. Besseres Recht durch bessere Klagen. Chaosradio. RBB. 31. Mai 2018.